# بطرس برتلمي
بطرس برتلمي (بالفرنسية: Pierre Barthélemy)‏ هو راهب فرنسي، ولد في القرن الحادي عشر في مارسيليا في فرنسا، وتوفي في 20 أبريل 1099 في أنطاكية بُعيد سُقُوطها على يد الصليبيين.

## وصلات خارجية
- بطرس برتلمي على موقع الموسوعة البريطانية (الإنجليزية)